# Льюис (округ, Теннесси)
Округ Льюис (англ. Lewis County) располагается в США, в штате Теннесси. Официально образован 23 декабря 1843 года. По состоянию на 2010 год, численность населения составляла 12 161 человек. Получил своё название в честь американского офицера и первопроходца Мериуэзера Льюиса.

## География
По данным Бюро переписи США, общая площадь округа равняется 730 км², из которых 730 км² — суша, и менее 1 км², или 0,13 % — это водоёмы.

## Население
По данным переписи населения 2000 года в округе проживает 11 367 жителей в составе 4381 домашнего хозяйства и 3215 семей. Плотность населения составляет 16,000 человек на км2. На территории округа насчитывается 4821 жилое строение, при плотности застройки около 7-х строений на км2. Расовый состав населения: белые — 97,07 %, афроамериканцы — 1,45 %, коренные американцы (индейцы) — 0,20 %, азиаты — 0,18 %, гавайцы — 0,00 %, представители других рас — 0,29 %, представители двух или более рас — 0,80 %. Испаноязычные составляли 1,20 % населения независимо от расы.
В составе 33,20 % из общего числа домашних хозяйств проживают дети в возрасте до 18 лет, 58,90 % домашних хозяйств представляют собой супружеские пары, проживающие вместе, 10,70 % домашних хозяйств представляют собой одиноких женщин без супруга, 26,60 % домашних хозяйств не имеют отношения к семьям, 23,50 % домашних хозяйств состоят из одного человека, 10,60 % домашних хозяйств состоят из престарелых (65 лет и старше), проживающих в одиночестве. Средний размер домашнего хозяйства составляет 2,54 человека, и средний размер семьи — 2,98 человека.
Возрастной состав округа: 25,80 % — моложе 18 лет, 8,30 % — от 18 до 24, 27,40 % — от 25 до 44, 24,80 % — от 45 до 64, и 24,80 % — от 65 и старше. Средний возраст жителя округа — 37 лет. На каждые 100 женщин приходится 96,90 мужчин. На каждые 100 женщин старше 18 лет приходится 91,80 мужчин.
Средний доход на домохозяйство в округе составлял 30 444 USD, на семью — 35 972 USD. Среднестатистический заработок мужчины был 27 060 USD против 19 847 USD для женщины. Доход на душу населения составлял 14 664 USD. Около 10,30 % семей и 13,40 % общего населения находились ниже черты бедности, в том числе — 16,60 % молодежи (тех, кому ещё не исполнилось 18 лет) и 12,20 % тех, кому было уже больше 65 лет.